# اینتوگو هلدینگ
اینتوگو هلدینگ (انگلیسی: Interogo Holding) شرکت هلدینگ سوئیسی است، که در سال ۲۰۱۶ تأسیس شد.